# Ludwik Batiz Sáinz
Ludwik Batiz Sáinz, (hiszp.) Luis Batiz Sáinz (ur. 13 września 1870 w San Miguel Mezquital, zm. 15 sierpnia 1926 w Chalchihuites) – święty Kościoła katolickiego, prezbiter, ofiara rewolucji meksykańskiej, męczennik.

## Życiorys
Był synem Wenceslao Batis Arellano i Marii de Jesús Sáinz Ortega Corrales. Kiedy został osierocony za przykładem starszego brata wstąpił do diecezjalnego seminarium. Po otrzymaniu 1 stycznia 1894 r. w Durango święceń kapłańskich został kierownikiem duchowym w seminarium i administratorem parafii w Chalchihuites. Był opiekunem Młodzieżowej Akcji Katolickiej, a jego zaangażowanie w propagowanie Eucharystii i katechezy zyskało mu przydomek Kapłana Eucharystii i katechezy. Realizując swój apostolat prócz nauczania katechizmu, założył też warsztaty zawodowe dla robotników i dzieci. W czasie gdy nasiliły się prześladowania katolików, po opublikowaniu w 1926 r. dekretu rządu E. Callesa nakazującego księżom opuszczenie parafii i przeniesienie do miast nie opuścił miejsca posługi kapłańskiej przebywając w prywatnych mieszkaniach, a parafian nakłaniał do jawnego wyznawania wiary. Ze względu na zaangażowanie w posługę duszpasterską stał się obiektem prześladowań ze strony antyklerykalnej władzy. 26 lipca 1926 r. zorganizował w Chalchihuites publiczne zebranie w obronie wolności religijnej. Aresztowany za „odprawianie mszy, chrzczenie i błogosławienie po kryjomu małżeństwa, łamiące prawa generała Callesa”. Następnego dnia został rozstrzelany, a wraz z nim zginęli w dniu święta Wniebowzięcia Najświętszej Maryi Panny jego współpracownicy, wierni świeccy: Emanuel Morales, Salwator Lara Puente, Dawid Roldán Lara. Ostatnimi słowami jakie wypowiedział przed śmiercią był okrzyk:

¡Viva Cristo Rey y la Virgen de Guadalupe!

Okrzyk „Niech żyje Chrystus Król, niech żyje Niepokalana Matka Boża z Guadalupe!” stał się wkrótce zawołaniem bojowym powstańców Cristero.
Atrybutem świętego męczennika jest palma.
Po zakończeniu procesu informacyjnego na etapie lokalnej diecezji, który toczył się w latach 1933–1988 w odniesieniu do męczenników okresu prześladowań Kościoła katolickiego w Meksyku, został beatyfikowany 22 listopada 1992 roku w watykańskiej bazylice św. Piotra, a jego kanonizacja na placu Świętego Piotra, w grupie Krzysztofa Magallanesa Jary i 24 towarzyszy, odbyła się 21 maja 2000 roku. Wyniesienia na ołtarze Kościoła katolickiego dokonał papież Jan Paweł II.
Relikwie Ludwika Batiz Sáinz zostały przeniesione do kościoła „San Pedro” w Chalchihuites, które jest miejscem szczególnego kultu świętego i spoczywają obok relikwii świętych Emanuela Moralesa, Salwatora Lara Puente i Dawida Roldán Lara.
Wspomnienie liturgiczne obchodzone jest w dies natalis (15 sierpnia).